# André Emanuel Tedesco
André Emanuel Tedesco (San Paolo, 1º giugno 1904 – San Paolo, ...) è stato un allenatore di calcio e calciatore brasiliano, di ruolo attaccante.

## Palmarès
- Campionato paulista: 3

Palestra Itália: 1926, 1927
Corinthians: 1937